# Linha H do Metro de Buenos Aires
A Linha H é uma das seis linhas do Metro de Buenos Aires. Inaugurada em 2007, se estende por 8,8 km entre as estações Facultad de Derecho e Hospitales. O trabalho começou em 2001, após um período de 60 anos sem a construção de novas linhas de metrô na cidade de Buenos Aires.
É a primeira linha completamente nova desde a construção da linha E, na década de 1940. Segundo os projetos, a linha completa terá um comprimento total de aproximadamente 11 km, e se estenderá entre as estações Sáenz e Retiro. Atualmente, é utilizada por 128 mil passageiros diariamente, e permite transferências com as linhas A, B, D e E, constituindo-se uma importante ferramenta de integração entre o norte e o sul da cidade.

## Estações
| Nome                   | Inauguração            | Bairro           | Integração |
| ---------------------- | ---------------------- | ---------------- | ---------- |
| Facultad de Derecho    | 17 de maio de 2018     | Recoleta         | -          |
| Las Heras              | 18 de dezembro de 2015 | Recoleta         | -          |
| Santa Fe               | 12 de julho de 2016    | Recoleta         |            |
| Córdoba                | 18 de dezembro de 2015 | Balvanera        | -          |
| Corrientes             | 6 de dezembro de 2010  | Balvanera        |            |
| Once - 30 de Diciembre | 31 de maio de 2007     | Balvanera        |            |
| Venezuela              | 31 de maio de 2007     | Balvanera        | -          |
| Humberto I             | 31 de maio de 2007     | San Cristóbal    |            |
| Inclán                 | 31 de maio de 2007     | Parque Patricios | -          |
| Caseros                | 31 de maio de 2007     | Parque Patricios | -          |
| Parque Patricios       | 4 de outubro de 2011   | Parque Patricios | -          |
| Hospitales             | 27 de maio de 2013     | Parque Patricios | -          |